# Jazz Jamboree
Jazz Jamboree Festival – jeden z większych i najstarszych festiwali jazzowych w Europie, odbywający się w Warszawie.

## Historia
Pierwszy Jazz Jamboree został zorganizowany przez Hot-Club Hybrydy. Odbywał się od 18 września do 21 września 1958 roku pod nazwą „Jazz 58”. Pierwsze trzy edycje festiwalu miały miejsce w warszawskim klubie studenckim „Stodoła”, a część koncertów odbywała się w Krakowie. Autorem nazwy Jazz Jamboree był Leopold Tyrmand. Następnym miejscem, w którym organizowano festiwal, była Filharmonia Narodowa, a od 1965 kolejne edycje Jazz Jamboree odbywały się w Sali Kongresowej w Warszawie.
W festiwalu brali udział najwybitniejsi muzycy jazzowi, m.in. Krzysztof Komeda, Andrzej Trzaskowski, Jan Wroblewski, Miles Davis, Duke Ellington, Dizzy Gillespie, Ray Charles, Diana Krall, Keith Jarrett, Bobby McFerrin, Matt Dusk, Leszek Możdżer, Tomasz Stańko, Urszula Dudziak, Michał Urbaniak i inni.
Wieloletnim organizatorem festiwalu była Fundacja Jazz Jamboree. Od 2017 jest nim Fundacja Jazzarium.